# Nimrod Greenwood
Nimrod "Nim" Greenwood, född 28 oktober 1929, död 9 september 2016, var en australisk roddare.
Greenwood blev olympisk bronsmedaljör i åtta med styrman vid sommarspelen 1952 i Helsingfors.